# Rhizoecus macgregori
Rhizoecus macgregori är en insektsart som beskrevs av Hambleton 1976. Rhizoecus macgregori ingår i släktet Rhizoecus och familjen ullsköldlöss. Inga underarter finns listade i Catalogue of Life.